# Brinsley Le Poer Trench
Brinsley Le Poer Trench, al optulea Earl de Clancarty, al șaptelea Marchiz de Heusden (n. 18 septembrie 1911 –  d. 18 mai 1995) a fost un proeminent ufolog.  El a făcut parte din nobilimea irlandeză și olandeză.

## Diferite afirmații
Brinsley Le Poer Trench a susținut că ar putea urmări genealogia lui până în 63000 î.Hr., când ființe de pe alte planete au aterizat pe Pământ în nave spațiale. Cei mai mulți oameni, a spus el, se trag din acești extratereștri: "Așa se explică diferitele culori ale pielii...", a spus el în 1981.
„Câțiva dintre acești primi extratereștrii nu au venit din spațiul cosmic, ci au apărut prin tuneluri de la o civilizație care "încă se mai află sub scoarța Pământului.”
Ar exista așadar șapte sau opt tuneluri în total, unul la Polul Nord, altul la Polul Sud și altele în diferite locuri, de exemplu în Tibet. "Nu am fost eu acolo", a spus Clancarty, "dar din informațiile pe care le-am adunat [aceste ființe] sunt foarte avansate."
Potrivit cărții sale The Sky People, Adam și Eva, Noe și multe alte personaje din Biblie inițial au trăit pe planeta Marte. Trench a crezut că Adam și Eva au fost creații experimentale ale extraterestrilor. A afirmat că descrierea biblică a Grădinii Edenului pe Pământ nu este adevărată, că din text reiese că se afla în canalele marțiene, așadar Grădina Edenului trebuie să se fi fost situată pe Marte. El a mai susținut că calota de gheată de la Polul Nord marțian s-a topit, ceea ce a făcut ca urmașii lui Adam și Eva să se mute pe Pământ.

## Lucrări publicate
- The Sky People (1960)
- Men Among Mankind (1962)
- Forgotten Heritage (1964)
- The Flying Saucer Story (1966)
- Operation Earth (1969)
- The Eternal Subject (1973)
- Secret of the Ages (1974).